# Scarborough-Centre (circonscription provinciale)
Circonscription électorale provinciale du Canada
Scarborough-Centre ((en) Scarborough Centre) est une circonscription provinciale de l'Ontario représentée à l'Assemblée législative de l'Ontario depuis 1963.

## Géographie
La circonscription est située dans le sud de l'Ontario, plus précisément dans la région de Toronto. Elle consiste à une portion de la ville de Scarborough.
Les circonscriptions limitrophes sont Don Valley-Est, Don Valley-Nord, Scarborough—Agincourt, Scarborough—Guildwood, Scarborough-Nord et Scarborough-Sud-Ouest.

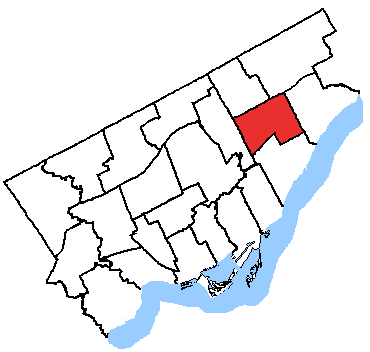
Scarbourough-Centre de 2003 à 2018

## Historique
| Législature                                                  | Années       | Député            | Député           | Parti                     |
| ------------------------------------------------------------ | ------------ | ----------------- | ---------------- | ------------------------- |
| Scarborough-Centre Circonscription issue de York—Scarborough |              |                   |                  |                           |
| 27e                                                          | 1963-1967    |                   | George Peck      | Progressiste-conservateur |
| 28e                                                          | 1967-1971    |                   | Margaret Renwick | Néo-démocrate             |
| 29e                                                          | 1971-1975    |                   | Frank Drea       | Progressiste-conservateur |
| 30e                                                          | 1975-1977    |                   | Frank Drea       | Progressiste-conservateur |
| 31e                                                          | 1977-1981    |                   | Frank Drea       | Progressiste-conservateur |
| 32e                                                          | 1981-1985    |                   | Frank Drea       | Progressiste-conservateur |
| 33e                                                          | 1985-1987    | William C. Davis  |                  | Progressiste-conservateur |
| 34e                                                          | 1987-1990    |                   | Cindy Nicholas   | Néo-démocrate             |
| 35e                                                          | 1990-1995    |                   | Steve Owens      | Néo-démocrate             |
| 36e                                                          | 1995-1999    |                   | Dan Newman       | Progressiste-conservateur |
| 37e                                                          | 1999-2003    | Marilyn Mushinski |                  | Progressiste-conservateur |
| 38e                                                          | 2003-2007    |                   | Brad Duguid      | Libéral                   |
| 39e                                                          | 2007-2011    |                   | Brad Duguid      | Libéral                   |
| 40e                                                          | 2011-2014    |                   | Brad Duguid      | Libéral                   |
| 41e                                                          | 2014-2018    |                   | Brad Duguid      | Libéral                   |
| 42e                                                          | 2018-2022    |                   | Christina Mitas  | Progressiste-conservateur |
| 43e                                                          | 2022–Présent | David Smith       |                  | Progressiste-conservateur |

## Circonscription fédérale
Depuis les élections provinciales ontariennes du 4 octobre 2007, l'ensemble des circonscriptions provinciales et des circonscriptions fédérales sont identiques.